# 柯爾特ACR突擊步槍
柯爾特ACR突擊步槍（英語：Colt ACR）是柯爾特在美國國防部先進戰鬥步槍計劃當中投入的原型突击步枪，該步槍發射5.56×45毫米北約口徑的M885步枪彈藥，以及為其而研發的雙頭彈。
儘管所得出的結論是，沒有任何一款競標樣槍可以達到性能超越M16A2的100％標準而被作罷。但是，柯爾特ACR並非為此全部損失。比如由加拿大ELCAN所提供的其瞄準鏡，其中一款的改進版本最終獲採用為M145機槍用光學瞄準鏡，並且用於眾多的，尤其是迪瑪科（現為加拿大柯爾特）所生產的槍械。

## 總覽
柯爾特ACR和M16A2的主要區別是獨特的配件。護木包括耐熱式內襯、用以減輕重量和進行氣冷的通風孔，前端周圍還具有加厚的環，以充當手擋。它的頂部是裝有白色條紋的高架瞄準器肋條，以改進快速目標尋獲。與傳統的M16A2相比，其手槍握把較長且外形不同，該步槍裝有右手靈巧的火控選擇器、可拆卸式瞄准镜和精簡的六段伸縮式槍托。最後，該步槍還在枪口配備了消焰器和制退補償器（英語：Muzzle Brake Compensator，縮寫：MBC），旨在減輕後座力並且補償槍口上揚。 
在內部，下机匣當中新增了油壓式彈簧緩衝器，以控制循環射速並且協助減輕可感後座力。與制退補償器相互併用以後，這些改進使得其可感後座力比標準型M16A2降低了40％。

### 彈藥
關鍵的設計改進是採用了“雙頭彈”，為一發子彈以內裝有兩枚彈丸。奧林公司生產了三發不同的彈藥進行測試：第一發是在長頸彈殼當中裝上兩枚钨彈所組成、第二個採用的是標準長度彈殼，內藏兩枚重1.75克（27格令）、長4.01（0.158英寸）的鎢彈；而最後投入測試的是另一款標準長度彈殼，其中裝有兩枚長5.69（0.224英寸）的彈丸，突出在彈殼以外的前一枚重2.27克（35格令）、藏在彈殼以内的後一枚則是2.14克（33格令）。後者最終獲選以提交先進戰鬥步槍的試驗。雙頭彈的基本思想就是增加所發射的彈丸數量，而這是戰場傷亡的主要決定因素。但是，它倆亦會大大降低了射擊精度，導致最大有效射程僅有324.61公尺（355码，1,065英尺），而且還要求使用者攜帶傳統彈藥進行遠距離射擊。

## 資料來源
1. ↑  The World's Assault Rifles By Gary Paul Johnston, Thomas B. Nelson
2. 1 2  Hogg, Ian V. Jane's Infantry Weapons 1994-1995. Jane's Information Group. 1994
3. ↑  Ezell, Edward Clinton. . New York: Stackpole Books. 1983: 46–47. ISBN 978-0-88029-601-4.

## 外部連結

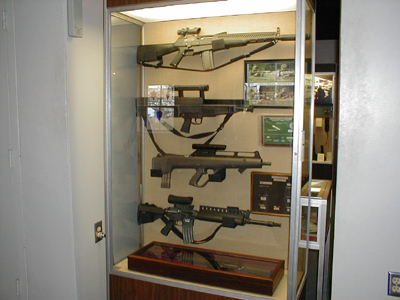
先進戰鬥步槍計劃中參與的各式槍枝，從上到下分別為：AAI先進戰鬥步槍、HK ACR突擊步槍、斯泰爾ACR突擊步槍和柯爾特ACR突擊步槍等測試步槍。

- （英文）—Global Security.org—Advanced Combat Rifle ACR （页面存档备份，存于）
- （英文）—Military Factory.com—Colt ACR (Advanced Combat Rifle) Experimental Prototype Assault Weapon （页面存档备份，存于）
- YouTube.com—Colt ACR Rifle （页面存档备份，存于）
- （简体中文）—槍炮世界—Colt ACR （页面存档备份，存于）